# Brevitrichia salvadorensis
Brevitrichia salvadorensis är en tvåvingeart som beskrevs av Kelsey 1974. Brevitrichia salvadorensis ingår i släktet Brevitrichia och familjen fönsterflugor.
Artens utbredningsområde är El Salvador. Inga underarter finns listade i Catalogue of Life.